# Tolbaños
Tolbaños ist ein Ort und eine zentralspanische Gemeinde (municipio) mit 86 Einwohnern (Stand: 2024) in der Provinz Ávila in der Autonomen Region Kastilien-León. Neben dem Hauptort Tolbaños besteht die Gemeinde aus den Weilern Cortos, Venta de San Vicente, Gallegos de San Vicente, Escalonilla, Saornil de Voltoya, La Alameda de los Requenas und Aldealgordo.

## Lage
Tolbaños befindet sich in den nördlichen Ausläufern der Sierra de Gredos gut 14 Kilometer nordöstlich von Ávila in einer Höhe von 1110 m. Das Klima im Winter ist kühl, im Sommer dagegen trotz der Höhenlage durchaus warm; die geringen Niederschlagsmengen (ca. 492 mm/Jahr) fallen – mit Ausnahme der nahezu regenlosen Sommermonate – verteilt übers ganze Jahr.

## Bevölkerungsentwicklung
| Jahr      | 1970 | 1981 | 1991 | 2001 | 2011 | 2021 |
| Einwohner | 560  | 252  | 170  | 121  | 107  | 85   |

## Sehenswürdigkeiten
- Vinzenzkirche in Venta de San Vicente

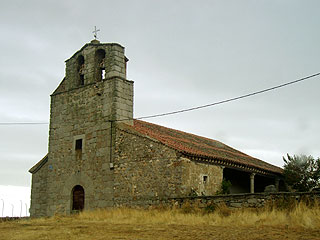
Vinzenzkirche